# Charlena
Charlena ist ein Rock-’n’-Roll-Song aus der Feder von Manuel Chavez und Herman „Sonny“ Chaney, der 1960 erstmals in der Version von den Sevilles veröffentlicht wurde. Er erreichte in dieser Version Platz 84 der amerikanischen Billboard-Charts. Seitdem wurde er vielmals gecovert und gilt als ein Klassiker des Chicano Rocks.

## Entstehung
Manuel Chavez und Sonny Chaney spielten seit 1955 in der Chicano- und R&B-Band The Jaguars und hörten das Stück von Robert Rodriguez, der damit seine 12-jährige Nachbarin Sharleena Romero besang. Bei der Library of Congress ließen sich Chavez und Chaney am 8. November 1960 als Urheber registrieren. Die Jaguars hatten bereits über ein Jahr lang ohne Erfolg versucht, den Titel zur Aufnahme zu bringen. Erst der Musikproduzent Cliff Goldsmith erkannte das Potential des Stückes und beraumte Ende 1960 in einem Studio in Hollywood eine Session mit der von ihm gemanagten Vokalgruppe The Sevilles an, zu der als Musiker Chavez an der Rhythmusgitarre, Irving Ashby an der Gitarre und Ted Brinson am Bass engagiert wurden.
Die Sevilles waren eine schwarze R&B-Band und bestanden laut dem amerikanischen Autor und Plattensammler Steve Propes zu dieser Session aus dem Lead-Tenor Johnny White, dem ehemaligen Shields-Sänger Charles Wright, Tommy „Buster“ Williams, der ehemals bei den Turks gewesen war und Johnny Morisette, ehemals bei den Medallions, den Sliders und anderen. Nach den Recherchen von Marv Goldberg bestanden die Sevilles aus Ernest Hamilton, James Spencer und Charles Smith, während sich der vierte Sänger des Vokalquartetts Leroy Hicks bei der Aufnahme zurückhielt. Chavez bestand im Nachhinein darauf, dass es sich um einen Song der Jaguars handelte, er ließ sich auf Goldsmiths Vorschlag ein, da er am selben Tag noch seinen Militärdienst antreten musste und somit unter Zeitdruck war, den Titel endlich einspielen zu können.

## Musikalischer Aufbau

Werbung im Billboard 1960

Charlena ist bezüglich des akkordischen Aufbaus ein reiner 12-taktiger Blues. Manuel Chavez nutzte in etwa den Groove seiner Komposition Picadilly Rose, bei der er dem R&B-Duo Don & Dewey nacheifern wollte. Der Gesang wird in vielen Coverversionen mehrstimmig vorgetragen. Bereits auf der Originalversion harmonierten die Sevilles dreistimmig.

## Veröffentlichungen
Der Titel erschien unter der Plattennummer 116 mit Loving You (Is My Desire) als Rückseite auf dem Label JC Records, bei welchem die Sevilles kurz zuvor einen Vertrag unterschrieben hatten. Der Chef des Labels war der in der Rock-’n’-Roll-Szene von Los Angeles umtriebige Produzent, Songwriter und Verleger John Marascalco, der das Stück auch bei seinem eigenen Musikverlag „Robin Hood Music“ publizierte. Entgegen seiner Gewohnheit, Erfolg versprechende Titel an national agierende Labels weiterzulizenzieren, behielt Marascalco Charlena im eigenen Haus. In Kanada erschien Charlena auf Zirkon 1037, in Australien auf W&G 1161. Eine Wiederveröffentlichung kam 1963 auf Galaxy Records 721 auf den Markt.

## Coverversionen

Titel-Etiketten der Los-Lobos-Version für Jukeboxen

Zusammen mit dem Autor Chavez produzierte Marascalco 1963 eine Coverversion der Ambertones, produzierte und veröffentlichte später zwei weiteren Versionen auf seinem Label Ruby-Doo Records. Als die Garage-Rock-Band The K-Otics Charlena für Sea-Cap Records unter der Leitung von Rick Hall aufnahm, wurde mit Bobby Grant ein anderer Autor angegeben, der zudem von Sea-Cap Music verlegt werden soll. Es handelt sich allerdings um die Komposition von Chavez und Chaney, die Angaben auf dem Plattenaufkleber sind irreführend und wurden auf einer weiteren Ausgabe auf dem Label Rick Records unter der Nummer 10276 wieder korrigiert.
- 1961 – The Cognac’s, Roulette Records 4340
- 1963 – The Ambertones, G.N.P. Crescendo 329
- 1963 – Tommy Dawson, Chancellor 1145
- 1963 – Richie Knight & The Mid-Knights, Arc 1028, auch auf Paragon 814, Avanti 1028 und UR 1009
- 1963 – Ken Lindsey, Princess 4024
- 1964 – Savoys, Raynard 10019
- 1965 – Art Wheeler, Million-Air 7777
- 1965 – The K-Otics, Sea-Cap 1000 und Rick 10276
- 1966 – The Rubber Band, Columbia 43796
- 1966 – Charles Berry, Jet Stream 728
- 1967 – The Trippers, Ruby-Doo #5, wiederveröffentlicht im selben Jahr auf G.N.P. Crescendo 387
- 1967 – The Outsiders auf dem Album In, Capitol 2636
- 1967 – The Soul Benefit, Ruby-Doo #7
- 1968 – The Soul Believers, Smak 778
- 1969 – Sea of Tranquility, Zodiac 1353
- 1969 – The Illusion auf dem Album The Illusion, Steed ST 37003
- 1972 – Javier Bátiz auf dem Album Y Su Onda, Dimsa DML-8700
- 1973 – Ruben and the Jets, Mercury 73411 und auf dem Album For Real!, Mercury SRM 1-659
- 1987 – Los Lobos, Slash 28336, auch auf Metronome und London 886168-7 sowie in einer philippinischen Ausgabe auf FFRR LDM-24
- 1988 – The Untamed Youth auf dem Album Youth Runs Wild, Norton 263
- 1994 – Busted Flush auf dem Album Between Time + The Jim Brown Session, CD Loco 8 und PolyGram Canada 314 522 749-2

The Cognac’s
The Ambertones
Tommy Dawson
Ken Lindsey
Richie Knight
Savoys
Art Wheeler
The K-Otics
The Rubber Band
The Trippers
The Outsiders
The Soul Benefit
The Soul Believers
Sea of Tranquility
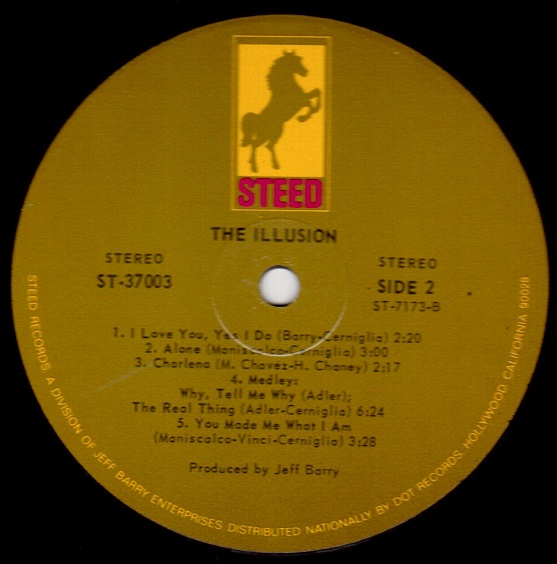
The Illusion
Javier Bátiz
Ruben and the Jets
Los Lobos
The Untamed Youth
Busted Flush

## Bedeutung, Kritik und Erfolg
Die Erstaufnahme der Sevilles erreichte 1961 den 84. Platz der amerikanischen Billboard-Pop-Charts. 1963 konnten Richie Knight & The Mid-Knights in den populären Charts des Senders CHUM aus dem kanadischen Toronto vier Wochen die Spitzenposition behaupten. The K-Otics konnten sich mit ihrer gekaperten Version von Charlena 17 Wochen in den regionalen Charts der Radiostation WBAM in Montgomery, Alabama halten. Durch die Version von Los Lobos erhielt Charlena Einzug auf den Soundtrack des Films La Bamba, der die Lebensgeschichte und den frühen Tod der Chicano-Rock-Ikone Ritchie Valens behandelt. Im Film singt Geoffrey Rivas als „Rudy Castro and the Silhouettes“ den Song. Der Titel wurde in der Version von Los Lobos als B-Seite des Nummer-eins-Hits La Bamba auf Single ausgekoppelt und wurde so indirekt ein Millionenseller. Der Autor Chavez zeigte sich über die späten Einnahmen erfreut: „Es war wie ein Lottogewinn – ohne ein Los kaufen zu müssen.“ Der Autor Greg Haynes dokumentierte 2008 in seinem Buch The Heeey Baby Days Of Beach Music. Stories and Remembrances of a Southern Music Genre die Blues-Eyed-Soul-Musikszene der 1960er Jahre in den Südstaaten, wo der Song sehr populär war und im Repertoire vieler Garagenbands zu finden war. Die Dokumentation wird von einer Rahmenhandlung umfasst, bei der Charlena aus dem Song als junger Groupie auftritt, von Konzert zu Konzert reist und so nach und nach bekannte und unbekannte Band der damaligen Szene vorstellt.